# 首席部長
首席部長或首席廳長，在一些地方簡稱首長（CM），是國家一級自治行政區（例如：海外屬地、聯邦制國家的州、省、自治區等）以及歷史上殖民地的政府首腦，多見於議會制政府，在當地政府内的地位類似議會制國家的首相或總理，以及一些其他地方（例如加拿大的省、澳大利亞的州等）的“省长”、“州长”（Premier）等。
此外，英國國内經權力下放而創設的蘇格蘭、威爾士及北愛爾蘭自治政府的地方最高行政長官稱首席部長（First Minister，又可直譯為第一大臣或第一部長），地位類似。

## 現時世界各地首席部長（廳長）列表

### 澳大利亞
澳大利亞的自治領地的政府首腦稱爲“首席廳長”（Chief Minister）：
- 澳大利亞首都領地首席廳長
- 北領地首席廳長
- 諾福克島首席廳長（截止到2015年，2016年完全合併到聯邦後改為市長）

### 英國
英國海外領地稱爲“首席部長”：
- 安圭拉（截止到2019年，2019年後為總理）
- 英屬維爾京群島（截止到2007年，2007年後為總理）
- 蒙特塞拉特（截止到2010年，2010年後為總理）
- 直布羅陀首席部長

英國內部之蘇格蘭、威爾士及北愛爾蘭自治政府也有首席部長（或稱「首席大臣」、“第一部長”）：
- 蘇格蘭首席部長（First Minister of Scotland）
- 威爾斯首席部長（First Minister of Wales）
- 北愛爾蘭首席部長（First Minister of Northern Ireland）

以及英國皇家屬地的政府首腦（Chief Minister）：
- 曼島首席部長
- 澤西首席部長

### 馬來西亞
- 马六甲州首席部长（Ketua Menteri）
- 槟城州首席部长（Ketua Menteri）
- 沙巴州首席部长（Ketua Menteri）

### 尼泊爾
- 尼泊爾各地區首席部長（英语：Provincial governments of Nepal）

### 印度
- 现任印度首席部长列表

### 塞拉利昂
- 塞拉利昂首席部長（英语：Chief Minister of Sierra Leone）

### 索馬里加勒穆杜格
- 索馬里加勒穆杜格首席部長（英语：List of Chief Ministers of Galmudug）

### 緬甸
- 緬甸各邦和地區首席部長（英语：Chief Ministers of States and Regions of Myanmar）

## 歷史上的首席部長
- 新加坡首席部長
- 馬來亞首席部長
- 印度尼西亚首席部长，唯一担任过该职位的是朱安达
- 俄羅斯大使令（俄语：Посольский приказ）（俄罗斯帝国首相、總理前身）
- 俄羅斯帝國檢察總長（俄语：Генерал-прокурор）（或稱「總監察官」，俄羅斯帝國元老院首席大臣）
- 王冠大元帥（波兰语：Marszałek wielki koronny）（波蘭-立陶宛聯邦的首席部長）
- 禁衛軍長官（或稱「近衛總長」，羅馬帝國的首席大臣，統帥羅馬禁衛軍）
- 砂拉越州首席部长 （Ketua Menteri）
- 德意志国首席部长，唯一担任过该职位的是卢茨·格拉夫·什未林·冯·克罗西克

## 非正式職務名稱（首席大臣）
- 法國首席部長（英语：Chief minister of France）（法國總理前身）
- 英國首席部長（英语：List of English chief ministers）與第一財政大臣（英國首相前身）
- 西班牙首席（西班牙语：Valido）與國務部長（西班牙语：Secretario de Estado (Antiguo Régimen en España)）（西班牙首相前身）
- 葡萄牙首席部長（葡萄牙語：Lista de precursores do cargo de chefe de governo de Portugal）（葡萄牙總理前身）
- 奧地利首席部長（英语：List of heads of government under Austrian Emperors）（奧地利總理前身）
- 普魯士首席部長（英语：Minister President of Prussia）（德國總理前身）
- 薩丁尼亞首席部長（義大利語：Presidenti del Consiglio dei ministri del Regno di Sardegna）（義大利總理前身）
- 瑞典樞密院大臣（英语：Lord High Chancellor of Sweden）（瑞典首相前身）
- 丹麥王國大臣（丹麥語：Kansler）（丹麥首相前身）
- 荷蘭國務委員會副總裁（英语：Vice-President of the Council of State (Netherlands)）（荷蘭君主專制時期有「首席部長」之稱，地位僅次國王。1848年後，相關權力為荷蘭首相取代）